# لوچ دلقک
لوچ دلقک (به انگلیسی: Clown Loach)

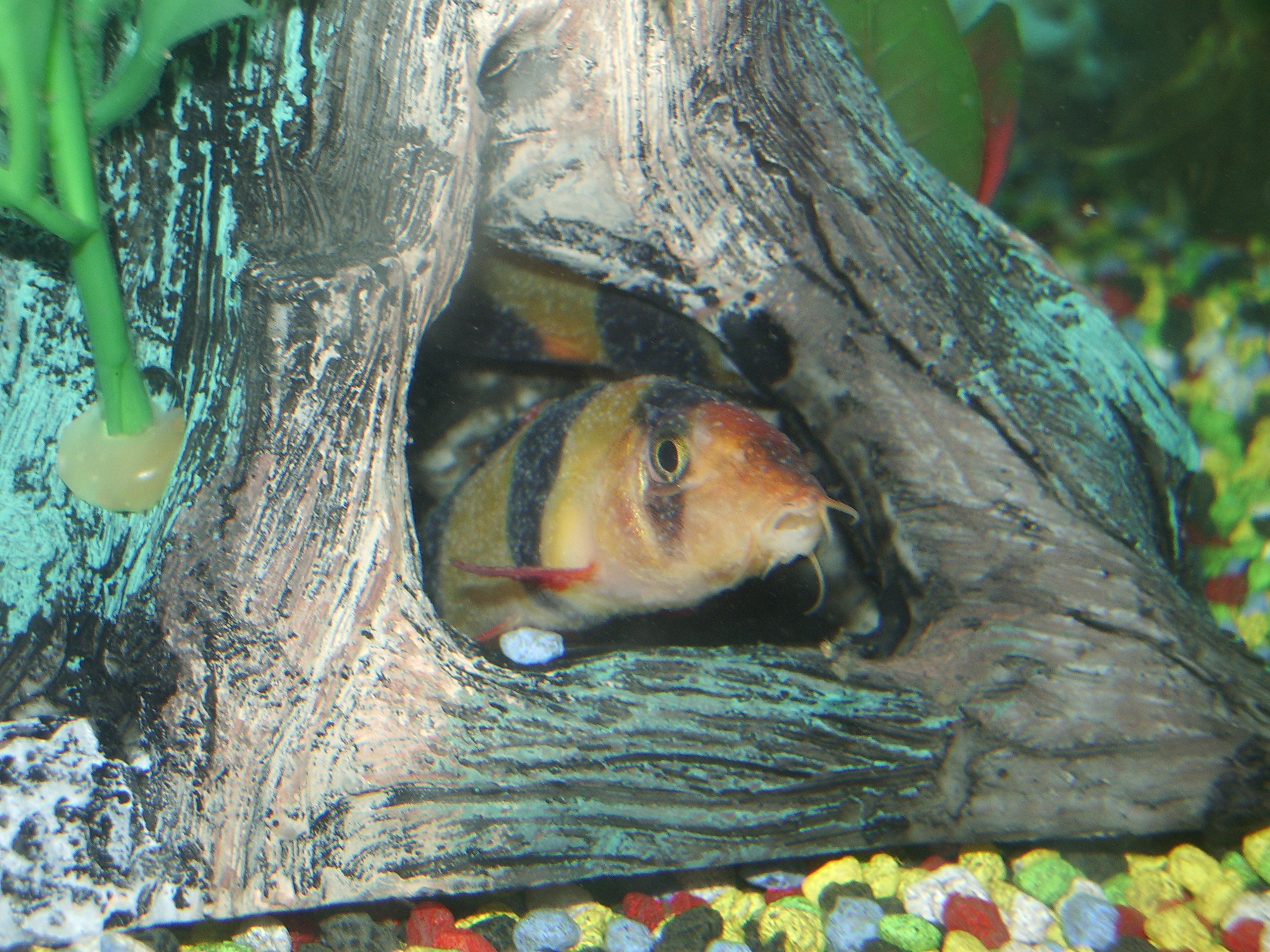
لوچ دلقک مبتلا به بیماری سفیدک

(نام علمی:Chromobotia macracanthus) یک نوع ماهی از آب‌های شیرین نواحی استوایی است که اصلیت آن از سوماترا و بورنئو اندونزی است و در تمام نقاط جهان به عنوان یک ماهی آکواریومی به فروش می‌رسد.

## ویژگی‌های فیزیکی و محیط زندگی
این ماهی در طبیعت به ۴۰ سانتی‌متر و در آکواریوم به ۲۶ سانتی‌متر می‌رسد که اصلیت آن سوماترا و بورنئوی اندونزی است.این ماهی به آب تمیز عادت دارد اما طوفان‌هایی که هر سال دو بار در اندونزی اتفاق می افتد، ماهی‌ها را برای 7 یا 8 ماه به دشت‌های گلی یا رودخانه‌ها و چشمه‌های با آب تیره می‌کشاند.پیدا کردن این ماهی در آب‌های ناهموار طوفانی بسیار آسان است.ماهی‌های بالغ برای تخم ریزی سالانه به آب راه‌های کوچک تری می‌روند.این ماهی را می‌توان در آب‌هایی با دمای 25 تا 30 درجه با پی اچ 5 تا 8 و سختی آب 5 تا 12 پیدا کرد.این ماهی‌ها دو شاخک در زیر چشم‌های خود دارند که از آن برای شکار و محافظت از خودشان استفاده می‌کنند.

## در آکواریوم

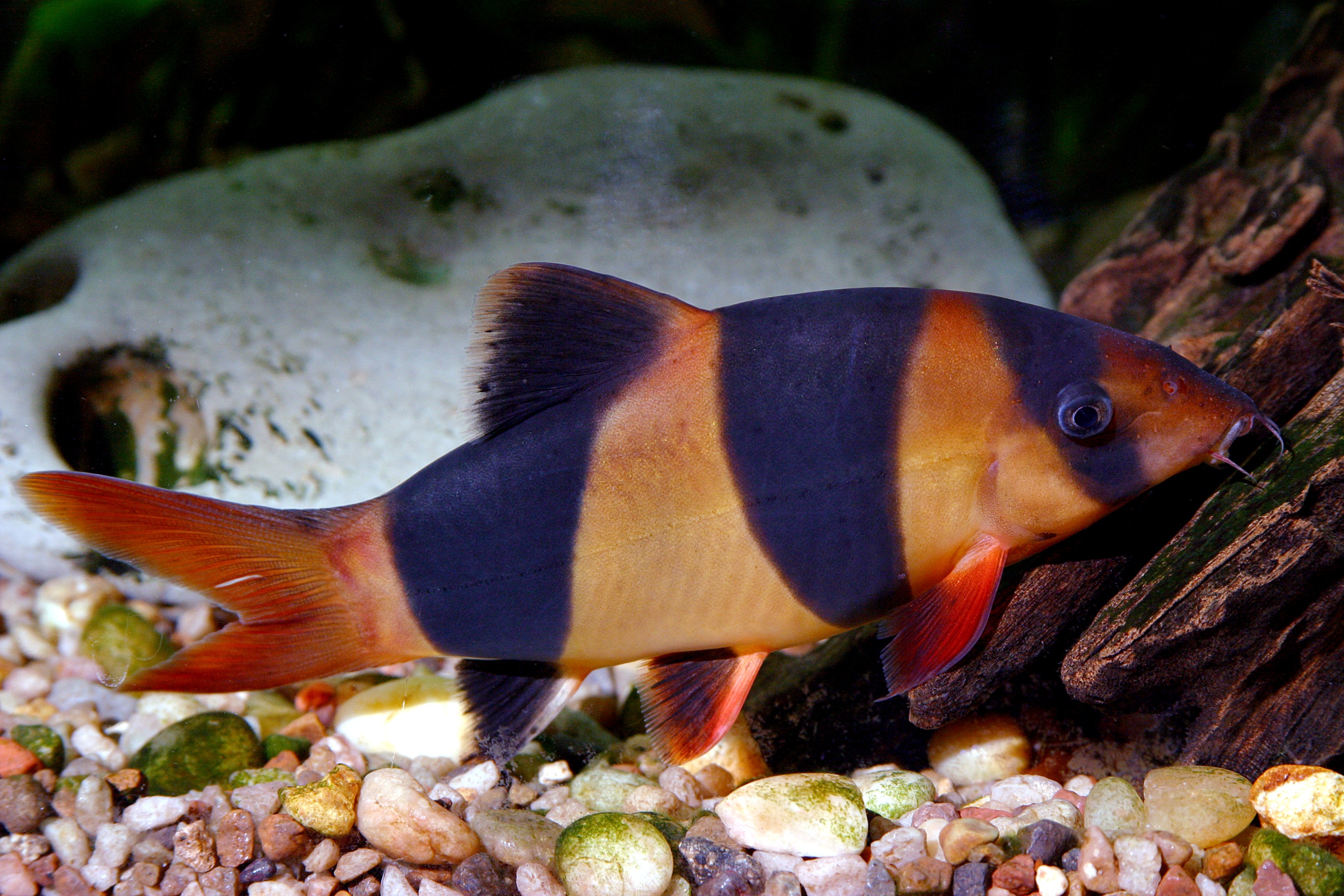
لوچ دلقک در آکواریوم

این ماهی،ماهی بسیار آرام و صلحجو است که به صورت گروهی،معمولاً 5 تا 6 نفری،نگه داری می‌شوند.این ماهی را می‌توان در تانک‌های 50-200 لیتری نیز نگه داشت اما پس از رشد کامل ماهی لازم است که آن را به یک تانک 283-454 لیتری منتقل کرد.این ماهی وقتی توسط تور گرفته می‌شود،ممکن است با شاخک‌های خود به تور بچسبد تلاش برای جدا کردن آن از تور باعث صدمه به ماهی و همچنین به نگه دارنده ماهی می‌شود.توصیه می‌شود زمان جا به جایی ماهی،آن را در 2 یا 3 کیسه درون هم رفته یا ظرفی محکم قرار داد.
اگر این ماهی در گروه‌هایی کمتر از 5 نفر نگهداری شوند،زمان بیشتری را صرف قایم شدن می‌کنند.لوچ‌های دلقک با بارب‌های ببری و کریدوراس پاندا بسیار سازگار هستند و می‌توان آن‌ها را با یکدیگر به صورت گروه نگه داشت.
لوچ‌های دلقک هنگام خوشحالی یا هنگامی که از یک غذا خوششان می‌آید، با استفاده از دندان‌های حلقی خود یک صدای تیک تیک مانند در می‌آورند.این ماهی‌ها گاهی اوقات به صورت وارونه یا روی پهلوی خود شنا می‌کنند که به نظر مریض می آیند یا روی پهلو بر سطح آب دراز می‌کشند که به نظر مرده می آیند.صاحب ماهی باید توجه داشته باشد که از بیرون آوردن ماهی سالم از آکواریوم پرهیز کند.
اگر این ماهی‌ها بیش از حد قایم شدند،با بهبود بخشی چند چیز ساده در آکواریوم می‌توان آن‌ها را از این کار کنار کشید،همچون اضافه کردن گیاه طبیعی ، ،اضافه کردن ماهی‌های صلح جوی دیگر یا کم و زیاد کردن نور که لوچ‌ها به نور کم بیشتر عادت دارند.
لوچ‌های دلقک ماهی‌های نوع دیگر را به دقت مشاهده می‌کنند و از رفتارهای آنان تقلید می‌کنند،پس بهتر است آن‌ها را با ماهی‌هایی نگه داشت که عادت به قایم شدن ندارند.آن‌ها هنگام خواب،همه با یکدیگر زیر یک شئ در آکواریوم دراز می‌کشند و می خوابند.این ماهی‌ها را می‌توان با عنواع غذاهای خشک،گیاهی و کرم تغزیه نمود.

## نام‌گذاری
این ماهی در ابتدا در سال 1852 توسط پیتر بلیکر با نام Cobitis macracanthus نام‌گذاری شد.سپس در سال 1989 نام علمی آن به Botia macracanthus تغییر یافت.